# Лейхтенбергский, Сергей Николаевич
Герцог Сергей Николаевич Лейхтенбергский (1896, Санкт-Петербург — 27 июня 1966, Калифорния) — русский политик, переводчик, основатель и первый руководитель Народно-трудового союза, праправнук российского императора Николая I.
Родился в 1896 году. В годы Гражданской войны был при своём отце, генерал-майоре Н. Н. Лейхтенбергском, при формировании Южной армии и в Донской армии. В эмиграции окончил унтер-офицерскую школу РОВС. В 1930—1933 годах руководил Народно-трудовым союзом.
Во время Второй мировой войны служил переводчиком в 9-й немецкой армии, затем руководил подразделением пропаганды и был переводчиком Ржевской комендатуры и штаба 6-го Армейского корпуса.
В 1925 году женился на Анне Александровне Наумовой (1900 г. р.), в этом браке имел 4-х детей. Через год после развода (1938) женился на Кире Николаевне Волковой (1915 г. р.), брак был расторгнут в 1942 году. В 1945 женился на Ольге Сергеевне Викберг (Wickberg; 1926 г. р.), которая родила ему двоих детей.
Скончался 27 июня 1966 года и был похоронен на кладбище El Encinal, г. Монтерей (Калифорния).